# 星野みなみ
星野 みなみ（ほしの みなみ、1998年〈平成10年〉2月6日 - ）は、日本の元アイドルであり、女性アイドルグループ乃木坂46の元メンバーである。千葉県出身。2022年2月に芸能界から引退した。

## 来歴
小学1年生の時の夢はパン屋になることだった。中学1年生の時、陸上部に所属し、夏は海に行って1日10キロメートル走ったり、陸上部の活動に打ち込んでいた。
2011年（平成23年）8月21日、乃木坂46の1期生オーディションに合格、オーディションでは渡り廊下走り隊の「青春のフラッグ」を歌った。暫定選抜メンバーに選ばれ、立ち位置は後列だった。合格時、演技やダンスは未経験だった。11月14日、乃木坂46公式ブログを開始した。
2012年（平成24年）2月22日、乃木坂46の1stシングル「ぐるぐるカーテン」でCDデビューした。同年7月1日、『キレイな姉』（ACジャパン）で初の単独CMに出演、この出演により『CM NOW』（2012年12月10日、玄光社）の「読者の選ぶCM大賞」における新人タレント部門で6位に選ばれ、同部門で8位の乃木坂46を上回った。CM大賞では、ACジャパンのCM『キレイな姉』も37位に選ばれ、社団法人部門のCMとして唯一ベスト50に入選した。同年10月10日、『CM NOW』（2012年10月10日、玄光社）で特集され、裏表紙に全面写真が掲載された。
2013年（平成25年）2月5日、『会長はメイド様!』の実写ポスターに鮎沢美咲役として出演した。同年3月、中学校を卒業後、高等学校へ進学した。
2018年（平成30年）4月1日、『らじらー! サンデー』（NHKラジオ第1放送）の第1・第3・第5日曜日のレギュラーMC就任が発表された。同年4月10日、初のソロ写真集『いたずら』（白夜書房）を発売。3度目の重版が決定し、累計発行部数が8万8000部を突破した。
2021年（令和3年）12月3日、2022年2月頃を目途にグループから卒業し芸能界も引退すると発表した。9月に男性と一緒にいるところを目撃され、この報道が原因で新曲のプロモーションから身を引いている。
2022年（令和4年）2月12日、東京国際フォーラムホールAで卒業セレモニーを開催、同日をもって乃木坂46を卒業、芸能界を引退した。同年3月31日、乃木坂46公式サイト内の公式ブログが閉鎖された。

## 人物
愛称は、みなみ。中元日芽香からは「ほしみな」と呼ばれている。「みなみ」という名の由来には漫画『タッチ』の浅倉南が関係している。
妹ボイスで、チャームポイントはおでこ。4歳下の妹がいる。

### 嗜好
好きな食べ物はパン、シチュー、辛いもの、スイカ。好きな動物はプードル。
欅坂46で好きなメンバーは長濱ねる。好きなアイドルは木本花音（元SKE48）。乃木坂46結成当初の目標とするアイドルは大島優子。乃木坂46に加入前からAKB48が好きで、元メンバーの渡辺麻友に憧れていた。
おすすめの曲はAcid Black Cherry「この青空の向こうに」、SuG「SICK'S」、back number「高嶺の花子さん」、コブクロ「桜」、大原櫻子「大好き」。

### 趣味
趣味は買い物。

### 特技
特技は走ること、フラッシュ暗算。その他、小学生の頃からそろばんと習字を習っており、書道6段。また、乃木坂工事中の企画でけん玉（大皿）が上達した。得意料理はオムライス、カレーライス。その他、ケーキ、煮物、ハンバーグを作れる。

### 乃木坂46
生生星（生田絵梨花・生駒里奈・星野みなみ）として知られる乃木坂46の初期のフロントメンバーの一人。番組アンケート未提出の常連。乃木坂46の妹的存在であるが、2016年以降3期生の加入もあり、お姉さんキャラを目指している。
メンバーの堀未央奈と仲がよく、齋藤飛鳥、樋口日奈、和田まあやとよく遊ぶ。齋藤・星野のペアはファンから「あしゅみな」、星野・堀のペアは「みなみおな」と呼ばれている。乃木坂46で推したいメンバーは井上小百合、尊敬するメンバーは桜井玲香。
乃木坂46で好きなミュージック・ビデオは「シャキイズム」、「白米様」、「命は美しい」。

## 作品

### シングル
乃木坂46
- ぐるぐるカーテン（2012年2月22日、SRCL-7900/6） - EAN 4988009051581。
- 乃木坂の詩（2012年2月22日、SRCL-7900/1） - EAN 4988009051550。
- 会いたかったかもしれない（2012年2月22日、SRCL-7902/3） - EAN 4988009051567。
- 失いたくないから（2012年2月22日、SRCL-7904/5） - EAN 4988009051581。
- 白い雲にのって（2012年2月22日、SRCL-7906） - EAN 4988009051598。
- おいでシャンプー（2012年5月2日、SRCL-7966/72） - EAN 4988009052267。
- 心の薬（2012年5月2日、SRCL-7966/72） - EAN 4988009052267。
- ハウス!（2012年5月2日、SRCL-7972） - EAN 4988009052298。
- 走れ!Bicycle（2012年8月22日、SRCL-8058/64） - EAN 4988009052861。
- 人はなぜ走るのか?（2012年8月22日、SRCL-8060/1） - EAN 4988009052892。
- 音が出ないギター（2012年8月22日、SRCL-8062/3） - EAN 4988009052908。
- 制服のマネキン（2012年12月19日、SRCL-8201/8） - EAN 4988009056456。
- 指望遠鏡（2012年12月19日、SRCL-8201/8） - EAN 4988009056432。
- ここじゃないどこか（2012年12月19日、SRCL-8203/4） - EAN 4988009056449。
- 指望遠鏡〜アニメ版〜（2012年12月19日、SRCL-8208） - EAN 4988009056487。
- 君の名は希望（2013年3月13日、SRCL-8253/9） - EAN 4988009080857。
- シャキイズム（2013年3月13日、SRCL-8253/9） - EAN 4988009080833。
- ロマンティックいか焼き（2013年3月13日、SRCL-8253/4） - EAN 4988009080833。
- ガールズルール（2013年7月3日、SRCL-8315/21） - EAN 4988009084725。
- 世界で一番 孤独なLover（2013年7月3日、SRCL-8315/21） - EAN 4988009084725。
- 人間という楽器（2013年7月3日、SRCL-8321） - EAN 4988009084756。
- そんなバカな・・・（2013年11月27日、SRCL-8425/6） - EAN 4988009087894。
- 初恋の人を今でも（2013年11月27日、SRCL-8427/8） - EAN 4988009087900。
- 吐息のメソッド（2014年4月2日、SRCL-8520/1） - EAN 4988009092270。
- 生まれたままで（2014年4月2日、SRCL-8524/5） - EAN 4988009092300。
- 夏のFree&Easy（2014年7月9日、SRCL-8563/9） - EAN 4988009094212。
- 何もできずにそばにいる（2014年7月9日、SRCL-8563/9） - EAN 4988009094212。
- 無口なライオン（2014年7月9日、SRCL-8565/6） - EAN 4988009094229。
- 何度目の青空か?（2014年10月8日、SRCL-8621/7） - EAN 4988009097251。
- 転がった鐘を鳴らせ!（2014年10月8日、SRCL-8621/2） - EAN 4988009097251。
- 私、起きる。（2014年10月8日、SRCL-8623/4） - EAN 4988009097268。
- 命は美しい（2015年3月18日、SRCL-8780/6） - EAN 4988009104515。
- あらかじめ語られるロマンス（2015年3月18日、SRCL-8780/6） - EAN 4988009104515。
- 太陽ノック（2015年7月22日、SRCL-8840/6） - EAN 4988009110714。
- 制服を脱いでサヨナラを…（2015年7月22日、SRCL-8846） - EAN 4988009110813。
- 羽根の記憶（2015年7月22日、SRC7-6/7） - EAN 4988009110837。
- 今、話したい誰かがいる（2015年10月28日、SRCL-8910/6） - EAN 4988009116754。
- ポピパッパパー（2015年10月28日、SRCL-8910/1） - EAN 4988009116747。
- 悲しみの忘れ方（2015年10月28日、SRCL-8914/5） - EAN 4988009116761。
- ハルジオンが咲く頃（2016年3月23日、SRCL-9025/33） - EAN 4988009124896。
- 憂鬱と風船ガム（2016年3月23日、SRCL-9031） - EAN 4988009124940。
- 裸足でSummer（2016年7月27日、SRCL-9138/44） - EAN 4988009131429。
- 僕だけの光（2016年7月27日、SRCL-9138/44） - EAN 4988009131429。
- サヨナラの意味（2016年11月9日、SRCL-9258/66） - EAN 4547366278880。
- 孤独な青空（2016年11月9日、SRCL-9258/66） - EAN 4547366278880。
- インフルエンサー （2017年3月22日、SRCL-9370/8） -EAN 4547366297522。
- 当たり障りのない話（2017年3月22日、SRCL-9378） - EAN 4547366297546。
- 逃げ水（2017年8月9日、SRCL-9489/97） - EAN 4547366319156。
- 女は一人じゃ眠れない（2017年8月9日、SRCL-9489/97） - EAN 4547366319156。
- ひと夏の長さより…（2017年8月9日、SRCL-9489/90） - EAN 4547366319156。
- 泣いたっていいじゃないか?（2017年8月9日、SRCL-9497） - EAN 4547366319187。
- いつかできるから今日できる（2017年10月11日、SRCL-9572/80）  - EAN 4547366330311。
- 不眠症（2017年10月11日、SRCL-9572/80）  - EAN 4547366330311。
- シンクロニシティ（2018年4月25日、SRCL-9782/90） - EAN 4547366354140。
- Against（2018年4月25日、SRCL-9782/90） - EAN 4547366354140。
- ジコチューで行こう!（2018年8月8日、SRCL-9913/21） - EAN 4547366369465。
- 空扉（2018年8月8日、SRCL-9913/21） - EAN 4547366369465。
- あんなに好きだったのに…（2018年8月8日、SRCL-9921） - EAN 4547366369496。
- 帰り道は遠回りしたくなる（2018年11月14日、SRCL-9974/82） - EAN 4547366382037。
- キャラバンは眠らない（2018年11月14日、SRCL-9974/82） - EAN 4547366382037。
- 知りたいこと（2018年11月14日、SRCL-9982） - EAN 4547366382068。
- Sing Out!（2019年5月29日、SRCL-11186/94） - EAN 4547366406672。
- Am I Loving（2019年5月29日、SRCL-11188/9） - EAN 4547366406689。
- 夜明けまで強がらなくてもいい（2019年9月4日、SRCL-11260/8） - EAN 4547366418569。
- 僕のこと、知ってる?（2019年9月4日、SRCL-11260/8） - EAN 4547366418569。
- 僕の思い込み（2019年9月4日、SRCL-11268） - EAN 4547366418590。
- しあわせの保護色（2020年3月25日、SRCL-11460/8） - EAN 4547366444193。
- 世界中の隣人よ（2020年5月25日）[51]
- Route 246（2020年7月24日）
- 僕は僕を好きになる（2021年1月27日、SRCL-11680/8） - EAN 4547366487244。
- 明日がある理由（2021年1月27日、SRCL-11680/8） - EAN 4547366487244。
- Wilderness world（2021年1月27日、SRCL-11680/1） - EAN 4547366487244。
- ごめんねFingers crossed（2021年6月9日、SRCL-11836/44） - EAN 4547366507270。
- 全部 夢のまま（2021年6月9日、SRCL-11836/44） - EAN 4547366507270。
- 君に叱られた（2021年9月22日、SRCL-11880/8） - EAN 4547366522303。
- 他人のそら似（2021年9月22日、SRCL-11888） - EAN 4547366522334。
- 最後のTight Hug（2021年11月5日）[52]

まゆ坂46
- ツインテールはもうしない（2012年7月25日、SRCL-8030/1） - EAN 4988009052632。

坂道AKB
- 誰のことを一番 愛してる?（2017年3月15日、KIZM-90481/2） - EAN 4988003500702。

### アルバム
乃木坂46
- 透明な色（2015年1月7日、SRCL-8662/7） - EAN 4988009099934。
- それぞれの椅子（2016年5月25日、SRCL-9078/86） - EAN 4988009128597。
- 生まれてから初めて見た夢（2017年5月24日、SRCL-9437/44） - EAN 4547366307825。
- 僕だけの君〜Under Super Best〜（2018年1月10日、SRCL-9630/7） - EAN 4547366336214。
- 今が思い出になるまで（2019年4月17日、SRCL-11140/7） - EAN 4547366401325。
- Time flies（2021年12月15日、SRCL-12020/30） - EAN 4547366534184。

### 映像作品
- 星野みなみ×青山裕企（2012年2月22日） - EAN 4988009051581。
- 星野みなみ×川島小鳥、箕浦建太郎（2012年5月2日） - EAN 4988009052267。
- AKB48 リクエストアワー セットリストベスト100 2012（2012年6月13日） - EAN 4580303210611。
- さばドル（2012年7月25日） - EAN 4534530055859。
- 星野みなみ×熊坂出（2012年8月22日） - EAN 4988009052861。
- 星野みなみ（2012年12月19日） - EAN 4988009056456。
- 指原莉乃プロデュース『第一回ゆび祭り〜アイドル臨時総会〜』（2012年12月26日） - EAN 4988064916603。
- 星野みなみ×林隆行（2013年3月13日） - EAN 4988009080857。
- 16人のプリンシパル@PARCO劇場ダイジェスト（2013年7月3日） - EAN 4988009084725。
- 初夏の全力! 乃木坂46大運動会（2013年7月3日） - EAN 4988009084732。
- Making of 6th Single（2013年7月3日） - EAN 4988009084749。
- 星野みなみ×大久保拓朗（2013年11月27日） - EAN 4988009087900。
- 乃木坂46 1ST YEAR BIRTHDAY LIVE 2013.2.22 MAKUHARI MESSE（2014年2月5日） - EAN 4988009090900。
- NOGIBINGO!（2014年3月7日） - EAN 4988021109758。
- Creator's Etude 権八成裕編（2014年4月2日） - EAN 4988009092270。
- 星野みなみ×宮川慶大（2014年7月9日） - EAN 4988009094212。
- NOGIBINGO!2（2014年9月12日） - EAN 4988021299015。
- 星野みなみ（2014年10月8日） - EAN 4988009097251。
- 齋藤飛鳥&星野みなみ（2015年3月18日） - EAN 4988009104515。
- 星野みなみの『推しどこ?』（2015年3月25日） - EAN 4988009105017。
- NOGIBINGO!3（2015年4月24日） - EAN 4988021729635。
- 乃木坂46 2ND YEAR BIRTHDAY LIVE 2014.2.22 YOKOHAMA ARENA（2015年6月17日） - EAN 4988009110134。
- 星野みなみ&松村沙友理（2015年7月22日） - EAN 4988009110714。
- NOGIBINGO!4（2015年10月16日） - EAN 4988021729734。
- 星野みなみ（2015年10月28日） - EAN 4988009116754。
- 悲しみの忘れ方 Documentary of 乃木坂46（2015年11月18日） - EAN 4988104099327。
- 初森ベマーズ（2016年1月20日） - EAN 4988104099433。
- NOGIBINGO!5（2016年2月19日） - EAN 4988021729871。
- 星野みなみ（2016年3月23日、SRCL-9032） - EAN 4988009125503。
- 乃木坂46 3rd YEAR BIRTHDAY LIVE 2015.2.22 SEIBU DOME（2016年7月6日） - EAN 4988009129518。
- NOGIBINGO!6（2016年9月30日） - EAN 4988021714662。
- 乃木坂46 4th YEAR BIRTHDAY LIVE 2016.8.28-30 JINGU STADIUM（2017年6月28日） - EAN 4547366310627。
- NOGIBINGO!7（2017年8月4日） - EAN 4988021715294。
- NOGIBINGO!8（2018年3月16日） - EAN 4988021146821。
- 乃木坂46 5th YEAR BIRTHDAY LIVE 2017.2.20-22 SAITAMA SUPER ARENA（2018年3月28日） - EAN 4547366344523。
- 乃木坂46 真夏の全国ツアー2017 FINAL! IN TOKYO DOME（2018年7月11日） - EAN 4547366363999。
- NOGIBINGO!9（2018年10月19日） - EAN 4988021147392。
- 乃木坂46 6th YEAR BIRTHDAY LIVE 2018.07.06-08 JINGU STADIUM&CHICHIBUNOMIYA RUGBY STADIUM（2019年7月3日） - EAN 4547366411270。
- ドラマ「ザンビ」（2019年8月2日） - EAN 4988021148474。
- NOGIBINGO!10（2019年10月25日） - EAN 4988021148757
- いつのまにか、ここにいる Documentary of 乃木坂46（2019年12月25日） - EAN 4988104123695。
- 乃木坂46 7th YEAR BIRTHDAY LIVE 2019.2.21-24 KYOCERA DOME OSAKA（2020年2月5日） - EAN 4547366438956。
- 星野工事中（2020年6月3日） - EAN 4547366453270。
- 乃木坂46 8th YEAR BIRTHDAY LIVE 2020.2.21-24 NAGOYA DOME（2020年12月23日） - EAN 4547366482812。
- NOGIZAKA46 Mai Shiraishi Graduation Concert 〜Always beside you〜（2021年3月10日） - EAN 4547366491104。
- 乃木坂46 9th YEAR BIRTHDAY LIVE 5DAYS（2022年6月8日） - EAN 4547366541441, EAN 4547366541465。
- 乃木坂46 真夏の全国ツアー2021 FINAL! IN TOKYO DOME（2022年11月16日） - EAN 4547366576009, EAN 4547366576016。
- さ〜ゆ〜Ready?さゆりんご軍団ライブ/松村沙友理 卒業コンサート（2023年4月26日）[53]
- 生田絵梨花 卒業コンサート（2023年4月26日）[53]

## 出演

### テレビドラマ
- あたし、本と旅する（2015年12月1日 - 2016年2月、100%ヒッツ!スペースシャワーTVプラス）主演・みなみ 役[54]
- オトナヘノベル（2016年6月9日、NHK Eテレ）番組内再現ドラマ「Dear Dad」綾花 役[55]
- 少女のみる夢（2016年7月4日、テレビ朝日）主演・黒崎沙良 役（齋藤飛鳥とのダブル主演）[56]
- ザンビ（2019年1月24日 - 3月28日、日本テレビ）秋吉凛 役[57]

### その他のテレビ番組
- 乃木坂46 星野みなみ密着スペシャル 〜本と少女〜（2015年12月19日、100%ヒッツ!スペースシャワーTVプラス）[58]
- 舞台バラエティ 澤部パパと心配ちゃん（2017年5月21日、テレビ朝日）謎の少女ウレイ 役[59]

### 舞台
- じょしらく（2015年6月18日・20日 - 21日・23日・27日、AiiA 2.5 Theater Tokyo）波浪浮亭木胡桃 役[60][61]

### ラジオ
- らじらー! サンデー（2018年4月15日 - 2022年1月30日、NHKラジオ第1放送）アシスタントMC[62][注 4][63]

### CM
- NHK共同キャンペーン・キレイな姉（2012年7月1日 - 、ACジャパン）[12]

### ポスター
- 会長はメイド様!（2013年2月5日、白泉社）鮎沢美咲 役[16]

## 書籍

### 写真集
- 季刊 乃木坂 vol.2 初夏（2014年6月12日、東京ニュース通信社）[64]
- いたずら（2018年4月10日、白夜書房）[20]

### 雑誌連載
- LOVE berry（2016年1月10日、徳間書店）モデル[65]